# نمس قصير الذيل
نمس قصير الذيل (الاسم العلمي Herpestes brachyurus) هو نوع من النمس الذي يعيش في الغابات المطيرة في جنوب شرق آسيا.
ثوبه بني أحمر مايل إلى السواد، مع أطراف سوداء. رأسه أكثر ضروب إلى رمادي، مع بقع سوداء على الذقن. يبلغ طوله من 60 إلى 65 سم (بما في ذلك الذيل) ويبلغ وزنه 1.4 كجم تقريبًا. ذيله قصير نسبيًا، حوالي 25 سم.
يوجد على نمس قصير الذيل في الغابات المطيرة المنخفضة في شبه جزيرة الملايو وبورنيو وسومطرة وفي جزر الفلبين بالاوان وبوسوانغا.